# Sarvath Ikramullah
Sarvath Ikramullah (Calcutta, 24 luglio 1947) è una principessa pakistana.
Dal suo matrimonio con il principe ereditario Hassan di Giordania è impegnata nell'ambito dell'istruzione.

## Biografia

### Istruzione e matrimonio
È nata nel 1947 a Calcutta, all'epoca capoluogo della provincia del Bengala dell'India britannica, ultima dei quattro figli dei politici e diplomatici Mohammed Ikramullah e Shaista Suhrawardy Ikramullah.
Frequentò la Karachi Grammar School e la Channing School di Londra.
Studiò principalmente in Regno Unito e prima di iniziare gli studi universitari visse in Marocco con la madre vedova, inviata a Rabat come ambasciatrice. In seguito si laureò all'Università di Cambridge; parla fluentemente in arabo, francese, inglese e urdu.
Il 28 agosto del 1968 sposò a Karachi il principe ereditario Hassan di Giordania.

### Attività

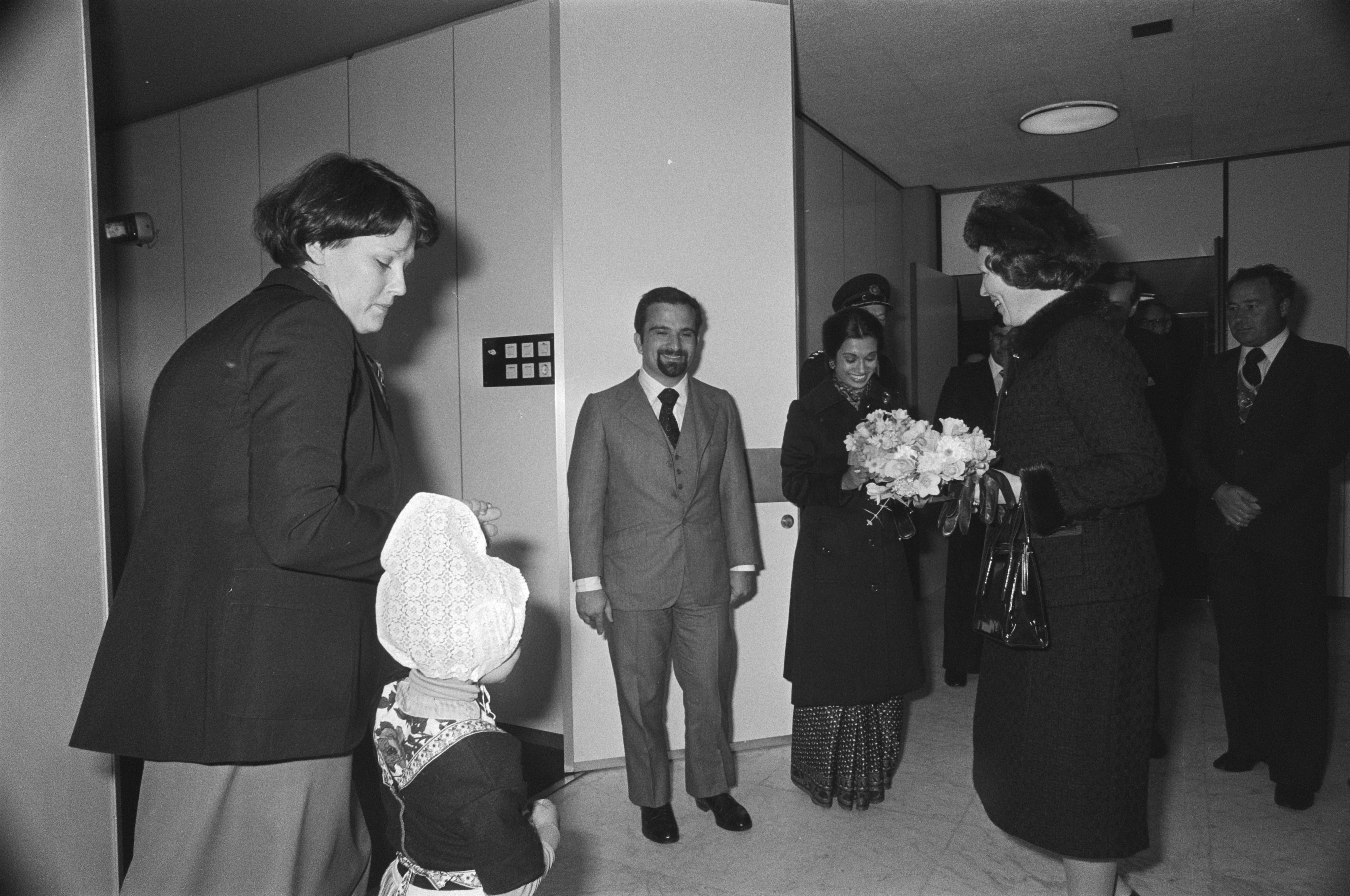
Hassan e Sarvath fotografati durante un viaggio nei Paesi Bassi con la principessa Beatrice, 28 marzo 1977

Nel 1972 iniziò il suo patrocinio sull'Associazione delle Giovani Donne Musulmane (YMWA).
Nel 1980 fu istituito il Princess Sarvath Community College con lo scopo di fornire le competenze per vivere autonomamente alle donne economicamente svantaggiate e dal 1993 ospita il National Center for Learning Difficulties. Iniziò a ricoprire la carica di presidente onoraria dell'Arab Society for Learning Difficulties nel 2001 e fu presidente del Centre for Phonetics Research dell'Università di Giordania, che si occupa dei disturbi del linguaggio e dell'udito.
Nel 1981 fondò l'Amman Baccalaureate School, di cui presiede il consiglio di amministrazione. Ha istituito il Jordanian United World Colleges National Selection Committee, da lei presieduto per quattordici anni fino al 1995. Nel 1991 la regina Zein la nominò capo del ramo femminile della Croce Rossa Giordana. Nello stesso anno, in seguito alla guerra del Golfo, guidò un appello internazionale grazie al quale furono raccolti un milione di dollari da devolvere alla Giordania e all'Iraq, per reperire medicinali e forniture mediche.
Ha sostenuto programmi di scambio tra i giovani giordani, come in occasione del "Peace Child" del 1992, che riunì ad Amman 400 bambini da 14 paesi diversi. Dal 1994 al 2004 è stata vice presidente onoraria della Croce Rossa nazionale e nel 1996 ha ricevuto la Medaglia Abu Bakr Al Sadik. Ha fatto parte del Consiglio di Fondazione dell'International Baccalaureate Organization, dell'International Council of Voluntary Services Overseas (VSO) e del Consiglio UNESCO del Fondo Internazionale per la Promozione della Cultura, con il quale ha potuto istituire nel 1997 l'UNESCO-Sarvath El Hassan Bursaries for Culture and Art, che sostiene gli artisti arabi nell'acquisizione di nuove competenze.

### Interessi personali
È stata la prima donna in Giordania a diventare cintura nera di taekwondo.

## Patrocini
- Malath Foundation for Humanistic Care, che fornice cure palliative ai malati terminali;[1]
- Associazione di beneficenza giordana per la fenilchetonuria;[1]
- Società giordana per la prevenzione dell'osteoporosi.[1]

## Discendenza
Sarvath Ikramullah e Hassan bin Talal hanno tre figlie, un figlio e nove nipoti:
- Principessa Rahma (Amman, 13 agosto 1969), ha sposato Alaa Batayneh (Amman, 1969) con cui ha due figli:
  - Aysha Batayneh (Amman, 2 gennaio 2002);
  - Aref Batayneh (Amman, 15 febbraio 2006).
- Principessa Sumaya (1971), con l'ex marito Nasser Judeh (1961) ebbe quattro figli;[10]
- Principessa Badiya (23 marzo 1974), ha sposato Khaled Edward Blair (Londra, febbraio 1975) con cui ha un figlio:[11]
  - Ali Blair.
- Principe Rashid (Amman, 20 maggio 1979), ha sposato Zeina Shaban (Amman, 12 maggio 1988) con cui ha due figli:
  - Principe Hassan bin Rashid (Amman, 1⁰ dicembre 2013);
  - Principe Talal bin Rashid (febbraio 2016).[12]

## Titoli e trattamento
- 28 agosto 1968 - attuale: Sua Altezza Reale, la principessa Sarvath di Giordania

## Ascendenza
|                                     |                                 |     | Genitori          |  |  | Nonni |  |  | Bisnonni |  |  | Trisnonni |  |
|                                     |                                 |     |                   |  |  |       |  |  | ...      |  |  | ...       |  |
|                                     |                                 |     |                   |  |  |       |  |  | ...      |  |  | ...       |  |
|                                     |                                 | ... |                   |  |  |       |  |  | ...      |  |  |           |  |
| Bahadur Hafiz Mohammed Wilayatullah |                                 |     |                   |  |  |       |  |  | ...      |  |  |           |  |
|                                     |                                 | ... | ...               |  |  |       |  |  |          |  |  |           |  |
|                                     |                                 | ... | ...               |  |  |       |  |  |          |  |  |           |  |
|                                     |                                 | ... | ...               |  |  |       |  |  |          |  |  |           |  |
| Mohammed Ikramullah                 |                                 | ... |                   |  |  |       |  |  |          |  |  |           |  |
|                                     |                                 | ... | ...               |  |  |       |  |  |          |  |  |           |  |
|                                     |                                 | ... | ...               |  |  |       |  |  |          |  |  |           |  |
|                                     |                                 | ... | ...               |  |  |       |  |  |          |  |  |           |  |
| ...                                 |                                 | ... |                   |  |  |       |  |  |          |  |  |           |  |
|                                     |                                 | ... | ...               |  |  |       |  |  |          |  |  |           |  |
|                                     |                                 | ... | ...               |  |  |       |  |  |          |  |  |           |  |
|                                     |                                 | ... | ...               |  |  |       |  |  |          |  |  |           |  |
| Sarvath Ikramullah                  |                                 | ... |                   |  |  |       |  |  |          |  |  |           |  |
|                                     | Ubaidullah Al Ubaidi Suhrawardy | ... |                   |  |  |       |  |  |          |  |  |           |  |
|                                     | Ubaidullah Al Ubaidi Suhrawardy | ... |                   |  |  |       |  |  |          |  |  |           |  |
|                                     | Ubaidullah Al Ubaidi Suhrawardy | ... |                   |  |  |       |  |  |          |  |  |           |  |
| Hassan Suhrawardy                   | Ubaidullah Al Ubaidi Suhrawardy |     |                   |  |  |       |  |  |          |  |  |           |  |
|                                     |                                 | ... | ...               |  |  |       |  |  |          |  |  |           |  |
|                                     |                                 | ... | ...               |  |  |       |  |  |          |  |  |           |  |
|                                     |                                 | ... | ...               |  |  |       |  |  |          |  |  |           |  |
| Shaista Suhrawardy Ikramullah       |                                 | ... |                   |  |  |       |  |  |          |  |  |           |  |
|                                     |                                 | ... | Nawab Abdul Latif |  |  |       |  |  |          |  |  |           |  |
|                                     |                                 | ... | Nawab Abdul Latif |  |  |       |  |  |          |  |  |           |  |
|                                     |                                 | ... | ...               |  |  |       |  |  |          |  |  |           |  |
| Sahibzadi Shah Banu Begum           |                                 | ... |                   |  |  |       |  |  |          |  |  |           |  |
|                                     |                                 | ... | ...               |  |  |       |  |  |          |  |  |           |  |
|                                     |                                 | ... | ...               |  |  |       |  |  |          |  |  |           |  |
|                                     |                                 | ... | ...               |  |  |       |  |  |          |  |  |           |  |
|                                     |                                 | ... |                   |  |  |       |  |  |          |  |  |           |  |

## Onorificenze

### Altri riconoscimenti
- Woman of Peace Award (Together for Peace Foundation, Roma, 1995);[1][7]
- Medaglia Abu Bakr Al Sadik (Movimento Internazionale della Croce Rossa e della Mezzaluna Rossa, 1996).[1]